# Карпинск (административно-территориальная единица)
Административно-территориальная единица город Карпинск — административно-территориальная единица Свердловской области Российской Федерации со статусом, соответствующим категории города областного подчинения. Административный центр — город Карпинск.
С точки зрения муниципального устройства на территории АТЕ город Карпинск образованы два городских округа: Карпинск и Волчанский.

## География
Город Карпинск как административно-территориальная единица граничит:
- на севере — с городом Североуральском,
- на северо-востоке — с городом Серовом;
- на востоке — с городом Краснотурьинском,
- на юго-востоке — с Новолялинским районом;
- на западе — с Красновишерским районом Пермского края.

## История

### Карпинский городской совет
31 марта и 8 апреля 1941 года Указами Президиума Верховного Совета РСФСР рп Угольный Серовского района был преобразован в город областного подчинения с присвоением наименования – город Карпинск. Из состава Карпинского района в подчинение Карпинского горсовета были подчинены рабочие поселки Турьинский, Рудничный и Петропавловский и Волчанский, Галкинский и Покровский сельсоветы.
27 ноября 1944 года:
- рп Турьинский пригородной зоны Карпинска был преобразован в город областного подчинения с присвоением наименования Краснотурьинск, в состав городской черты был включён пос. ж.д. станции Медная шахта, Краснотурьинскому горсовету были подчинены рп Рудничный и Волчанский сельсовет, выделенные из пригородной зоны Карпинска;
- рп Петропавловский пригородной зоны Карпинска был преобразован в город областного подчинения с присвоением наименования Североуральск, Североуральскому горсовету был подчинён Покровский сельсовет, перечисленный из пригородной зоны Карпинска.

2 апреля 1947 года:
- населённый пункт Волчанка пригородной зоны Карпинска был отнесён к категории рабочих поселков с подчинением Краснотурьинскому горсовету, Волчанский сельсовет упразднён;
- населённый пункт Покровский пригородной зоны Карпинска отнесен к категории рабочих посёлков с присвоением ему наименования Покровск-Уральский и подчинением его Североуральскому горсовету; в черту Покровска-Уральского был включён пос. Баяновка, в административном отношении были подчинены ст. Бокситы, Вторая база, Берёзовка, Баронское, Коноваловка, Оленья и Тулайка, Покровский сельсовет ликвидирован;
- населённый пункт Черёмухово пригородной зоны Карпинска был отнесён к категории рабочих посёлков с подчинением Североуральскому горсовету, Черёмуховскому поссовету были подчинены населённые пункты Воскресенка, Мостовая, Тонга, Усть-Калья и Мотовилихинский кордон;
- населённый пункт Калья пригородной зоны Карпинска был отнесён к категории рабочих посёлков с подчинением Североуральскому горсовету, Кальяновскому поссовету бвли подчинены населенные пункты Высотинка, Даньша и Кальинский кордон.

7 мая 1949 года населённый пункт Веселовка был отнесён к категории рабочих посёлков.
21 июня 1957 года из состава города Североуральска пос. Баронское и Шомпа были перечислены в административно-территориальное подчинение Карпинского горсовета и пос. Берёзовский — в административно-территориальное подчинение Волчанского горсовета.
13 мая 1959 года Кытлымский поссовет был перечислен из пригородной зоны Нижней Туры в административно-территориальное подчинение Карпинского горсовета.
29 мая 1959 года административный центр Галкинского сельсовета был перенесён в пос. Каквинские Печи, сельсовет переименован в Каквинский; пос. Тота, д. Весёлая и Каква были переданы в административно-территориальное подчинение Веселовского поссовета.
13 ноября 1959 года из состава Краснотурьинского горсовета в административно-территориальное подчинение Карпинского горсовета были переданы город Волчанск и сельские населённые пункты Берёзовка, Черноурье, Григорьевка, Макарьевка, подсобного хозяйства, Верхний Стан, Волчанское Зимовье, Талица, Магдалина, Кордон-лесничество, Заболотная, Мостовая, Козий Разъезд.
23 февраля 1960 года Растесский сельсовет пригородной зоны города Александровска Пермской области был передан в состав пригородной зоны Карпинска.
1 февраля 1963 года горсовет Карпинска был подчинён Свердловскому областному (промышленному) совету депутатов трудящихся, Карпинскому горсовету были переданы в подчинение горсовет Волчанска, Веселовский и Кытлымский поссоветы и Каквинский и Растесский сельсоветы.
14 февраля 1964 года была установлена граница между Карпинском и Североуральском по восточной границе 20, 34, 54, 72, 93, 113, 131, 132, 133 лесных кварталов; по южной границе 130, 131, 132, 153 кварталов и по западной границе 15, 29, 50, 89, 110, 130 кварталов.
19 ноября 1965 года из Карпинского горсовета был выделен Сосновский сельсовет в составе: пос. Сосновка (административный центр), Шомпа, Новая Княсьпа, Старая Княсьпа, Княсьпинский кордон, Ольва, Баронское, Тулайка, Второй Лесоучасток.
22 ноября 1966 года были переименованы: пос. фермы № 2 подсобного хозяйства треста «Вахрушевуголь» — в пос. Лесная Поляна; пос. центральной усадьбы подсобного хозяйства треста «Вахрушевуголь» — в пос. Уральская Сопка; пос. центральной усадьбы подсобного хозяйства треста «Волчанскуголь» — в пос. Вьюжный.
26 марта 1971 года с. Растес и д. Верхняя Косьва были переданы в административно-территориальное подчинение Кытлымского поссовета, Растесский сельсовет упразднён.
11 октября 1972 года были исключены из учётных данных как прекратившие существование: пос. Лапчинские Отвалы, Лесная Поляна, Полуденка, Северный, Северные Отвалы, Северный Разрез и Собственный Пригородной зоны Карпинска; пос. Козий и д. Черноурье Волчанского горсовета; д. Каква и пос. Квартал 300-й, Талица, Тота, Угольная Веселовка, Химлес Веселовского поссовета; пос. Катышер, Малая Сосновка, Южный Кытлымского поссовета; д. Старая Княсьпа и пос. Баронское, Второй Лесоучасток, Княсьпинский Кордон, Ольва, Старая Княсьпа и Тулайка Сосновского сельсовета.
30 декабря 1976 года были исключены из учётных данных как прекратившие существование: д. Григорьевка Волчанского горсовета, пос. Галка Каквинского сельсовета, с. Растес Кытлымского поссовета.
9 февраля 1977 года было уточнено как правильное наименование: пос. Княсьпа (вместо варианта пос. Новая Княсьпа) Сосновского сельсовета.
23 февраля 1977 года были включены в городскую черту Карпинска пос. Новая Турьинка, Турьинка и Уральская Сопка.
13 сентября 1977 года была исключена из учётных данных как как прекратившая существование д. Верхняя Косьва Кытлымского поссовета.
29 марта 1978 года был исключён из учётных данных как прекративший существование пос. Башенёвка Каквинского сельсовета.
30 декабря 1984 года было составлено описание городской черты Карпинска.
10 декабря 1985 года был исключён из учётных данных как прекративший существование пос. Усть-Тылай Кытлымского поссовета.
18 апреля 1991 года была установлена городская черта Волчанска.

### Муниципальные образования
17 декабря 1995 года на территории города Карпинска как административно-территориальной единицы были созданы муниципальные образования город Карпинск и город Волчанск. 10 ноября 1996 года муниципальные образования были включены в областной реестр.
С 31 декабря 2004 года муниципальные образования были наделены статусом городского округа, причём рабочие посёлки Веселовка и Кытлым, находившиеся в подчинении Карпинска, были отнесены к категории сельских населённых пунктов к виду посёлок

## Административное деление
В город Карпинск как административно-территориальную единицы входят 10 населённых пунктов: 2 города, остальные сельские. До 1 октября 2017 года населённые пункты делились на 2 сельсовета, 2 города и сельские населённые пункты в их подчинении и сельские населённые пункты, непосредственно входящие в город.

### Административно-территориальное устройство до 1.10.2017
| №        | ТЕ / АТЕ       | Состав                                        | Упразднённые после 1991 н.п.       | ГО         |
| -------- | -------------- | --------------------------------------------- | ---------------------------------- | ---------- |
| 1        | город Волчанск | Волчанск, посёлок Вьюжный, деревня Макарьевка |                                    | Волчанский |
| 2        | город Карпинск | Карпинск                                      | посёлки Верхняя Косьва, Усть-Тыпыл | Карпинск   |
| 3        | с.н.п.         | посёлки Антипинский, Веселовка, Кытлым        |                                    | Карпинск   |
| 3.000001 | сельсоветы     |                                               |                                    |            |
| 4        | Каквинский     | посёлок Каквинские Печи                       |                                    | Карпинск   |
| 5        | Сосновский     | посёлки Сосновка, Новая Княсьпа               | посёлок Шомпа                      | Карпинск   |

### Населённые пункты
| № | Населённый пункт | Тип               | Население | Городской округ |
| - | ---------------- | ----------------- | --------- | --------------- |
| 1 | Антипинский      | посёлок           | ↘46       | Карпинск        |
| 2 | Веселовка        | посёлок           | ↘167      | Карпинск        |
| 3 | Волчанск         | город             | ↘8392     | Волчанский      |
| 4 | Вьюжный          | посёлок           | ↘251      | Волчанский      |
| 5 | Каквинские Печи  | посёлок           | ↘69       | Карпинск        |
| 6 | Карпинск         | город, адм. центр | ↘25 396   | Карпинск        |
| 7 | Кытлым           | посёлок           | ↗1374     | Карпинск        |
| 8 | Новая Княсьпа    | посёлок           | ↘36       | Карпинск        |
| 9 | Сосновка         | посёлок           | ↘973      | Карпинск        |

7 августа 1996 года были образованы посёлки Верхняя Косьва и Усть-Тыпыл, подчинённые администрации города Карпинска.
12 октября 2004 года рабочие посёлки Веселовка и Кытлым были отнесены к категории сельских населённых пунктов к виду посёлок.
До 2020 года посёлок Вьюжный и упразднённая деревня Макарьевка определялись как сельские населённые пункты, подчинённые администрации Волчанска.

### Упразднённые населённые пункты
27 ноября 2001 года был упразднен посёлок Шомпа (Сосновского сельсовета).
26 апреля 2016 года Законом Свердловской области № 38-ОЗ упразднены посёлки Верхняя Косьва и Усть-Тыпыл
В мае 2019 года была упразднена деревня Макарьевка.